# Medaile Jižního pólu
Medaile Jižního pólu (norsky Sydpolsmedaljen), celým názvem Pamětní medaile expedice Fram k Jižnímu pólu 1910–1911 (norsky Medalje til erindring om "Frams" ekspedisjon til Sydpolen 1910–1911) je norská pamětní medaile založená králem Haakonem VII. v roce 1912.

## Historie a pravidla udílení
Medaili založil norský král Haakon VII. dne 20. srpna 1912 za účelem ocenění účastníků výpravy Roalda Amundsena k Jižnímu pólu. S medailí bylo vyznamenaným předáno také osvědčení o udělení ocenění.

## Popis medaile

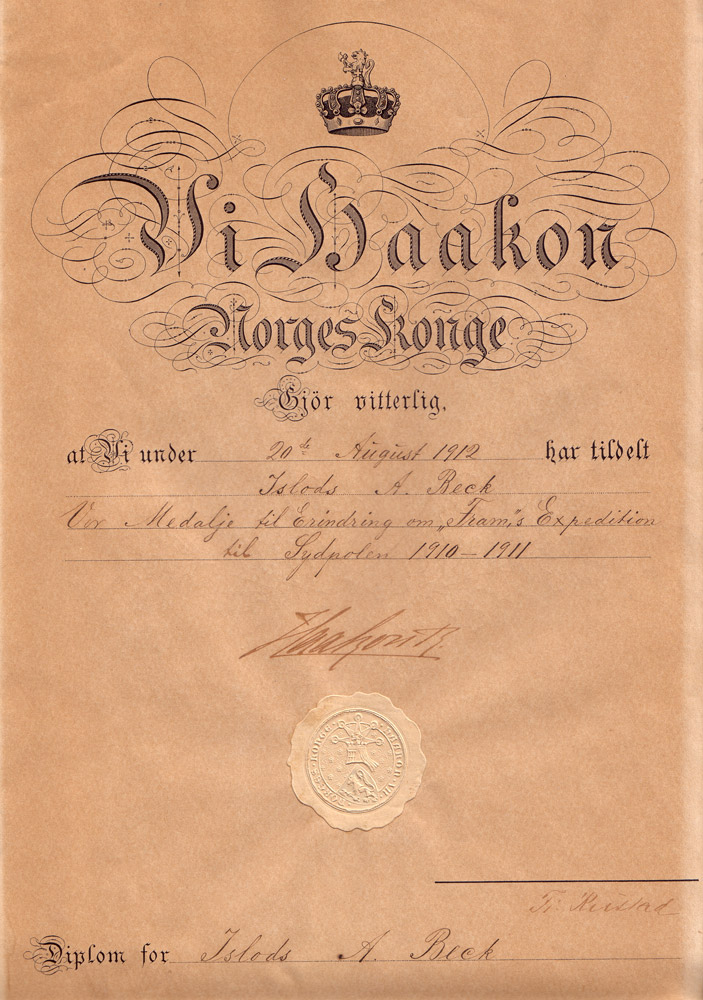
Osvědčení o udělení vyznamenání

Autorem vzhledu medaile je rytec Ivar Throndsen. Medaile byla odlita ze zlata, stříbra a bronzu. Na přední straně byla podobizna krále Haakona VII. a svým vzhledem se shodovala s Královou medailí za zásluhy. Na zadní straně byl motiv jižní polokoule a Jižního kříže spolu se štítkem pro uvedení jména držitele medaile a rokem 1911. Ve spodní části je zkřížená dubová a vavřínová ratolest. Medaile je převýšena královskou korunou.
Stuha je tmavě modrá, uprostřed s bílým pruhem, kterým prochází pruh červené barvy.

## Seznam oceněných
Celkově byla tato medaile udělena 19 lidem:
- Roald Amundsen
- Andreas Beck
- Olav Bjaaland
- Hjalmar Fredrik Gjertsen
- Ludvig A. Hansen
- Helmer J. Hanssen
- Sverre Hassel
- Hjalmar Johansen
- Halvardus Kristensen
- Alexander Kutschin
- Henrik Lindstrøm
- Thorvald Nilsen
- Jacob Nødtvedt
- Karenius B. Olsen
- Kristian Prestrud
- Martin Richart Rønne
- Jørgen Stubberud
- Knut Sundbeck
- Oscar Wisting